# Вайсблат Олександр Володимирович
Олекса́ндр Володи́мирович Ва́йсблат (*5 листопада 1924, Київ — †24 вересня 2004, Москва) — український та російський вчений-фізик, кандидат наук, кавалер Ордену Дружби.
Народився у Києві, в сім'ї видатного діяча культури В. Н. Вайсблата, з 1943 — на фронті.
Під керівництвом Серго Берія працював над розробкою локаційного захисту кордонів СРСР від нападу ворога. У 1945—47 був в Берліні, займався описуванням фізичних лабораторій німецьких вчених-фізиків. Пізніше працював в закритих НДІ.
На початку 1990х рр. займався розробкою маммографа — апарату для виявлення ракових пухлин.
Нагороджен В. Путіним Орденом Дружби.